# Бутин (Тимиш)
Бутин (рум. Butin) насеље је у Румунији у жупанији Тимиш у граду Гатаја. Oпштина се налази на надморској висини од 98 m.

## Прошлост
Први историјски помен је 1337. године. У предтурско време населили су се ту Срби и тада се место назива Бутин. Када су Срби отишли одатле, остали су само Румуни. По турском тефтеру из 1554. године види се да је ту седам кућа.
По ослобођењу од Турака 1717. године забележено је 23 куће. Године 1800. село је премештено због честих поплава са источног краја атара на западни, где је и сада. 
Аустријски царски ревизор Ерлер је 1774. године констатовао да место припада Жамском округу, Вршачког дистрикта. Становништво је било претежно влашко. Цркву су прво користили ону манастира Шемљуг, који се налазио у близини. Предата им је црква 1778. године, када је тај манастир царском вољом укинут. Купили су себи и пренели је 1806. године, малу дрвену цркву из места Калник.
За време 19. века спахија је плански колонизовао Словаке и Немце, који су постали већина. Срба је 1880. године било 35, а 1930. године било их је највише дотад - 75 душа; од тада им се број драстично смањио.

## Становништво
Према подацима из 2002. године у насељу је живело 436 становника.

### Попис2002.
| Расподела становништва по националности 2002.‍ | Расподела становништва по националности 2002.‍ | Расподела становништва по националности 2002.‍ | Расподела становништва по националности 2002.‍ | Расподела становништва по националности 2002.‍ |
| --------------------------------------------- | --------------------------------------------- | --------------------------------------------- | --------------------------------------------- | --------------------------------------------- |
|                                               |                                               |                                               |                                               |                                               |
| Румуни                                        | Румуни                                        |                                               | 91                                            | 21,2%                                         |
| Словаци                                       | Словаци                                       |                                               | 338                                           | 78,8%                                         |